# Oxinasphaera bispinosa
Oxinasphaera bispinosa is een pissebed uit de familie Sphaeromatidae. De wetenschappelijke naam van de soort is voor het eerst geldig gepubliceerd in 1910 door Baker.